# Limeux (Somme)
Limeux település Franciaországban, Somme megyében. Lakosainak száma 141 fő (2022. január 1.). Limeux Bailleul, Doudelainville, Frucourt, Hallencourt, Huchenneville, Huppy és Vaux-Marquenneville községekkel határos.

## Népesség
A település népességének változása:
| Lakosok száma | 146  | 145  | 141  | 141  | 140  | 140  | 141  | 141  |
|               | 2013 | 2015 | 2017 | 2018 | 2019 | 2020 | 2021 | 2022 |